# Ратай, Мойца
Мойца Ратай (босн. Mojca Rataj; 9 декабря 1979, Марибор, СФРЮ) — боснийская горнолыжница, участница Олимпийских игр 2006 года.

## Биография
Участница клуба Караула (Травник). На Олимпийских играх в Турине выступала в слаломе и гигантском слаломе.